# Фаряб
Фаряб е провинция в северен Афганистан с площ 20 293 км² и население 858 600 души (2006). Административен център е град Маимана.

## Административно деление
Провинцията се поделя на 12 общини.